# Liberté cognitive
La liberté cognitive, ou droit à l'autodétermination mentale, fait partie des droits et libertés de contrôler sa propre cognition et conscience. On a fait valoir qu'il s'agit à la fois d'une extension et du principe sous-jacent de la liberté de pensée. Bien qu'il s'agisse d'un concept défini à une époque relativement récente, il est de plus en plus soutenu comme une conséquence des progrès technologiques en neuroscience, qui permettent et permettront de plus en plus de possibilités d'influencer directement la conscience et les processus cognitifs.

## Concept
Ce concept a été lié à l'utilisation des enthéogènes dans les sociétés traditionnelles, et utilisé pour promouvoir une reconnaissance par la justice, d'expériences religieuses et mystiques ainsi que les conclusions éthiques qui s'y rattachent en tant que phénomènes naturels scientifiquement quantifiables.
Il a également été utilisé afin de promouvoir les thèmes transhumanistes de l'amélioration cognitive (voir Augmentation de l'être humain) et de la liberté morphologique.

## Lien avec lesdroits de l'homme
La liberté cognitive a été citée comme une garantie de préservation des libertés fondamentales de l'individu par rapport à l'usage des neurotechnologies ainsi que d'un usage coercitif de la psychiatrie (voir Traitement involontaire).
Si ces progrès techniques présentent un potentiel pour la recherche et la médecine, ils posent un défi éthique, juridique et social fondamental : déterminer s'il est légitime, ou dans quelles conditions, d'accéder à l'activité neurale d'une autre personne ou d'interférer avec celle-ci.

## Législation
Bien qu'elle n'ait pas encore été incluse dans aucun des instruments internationaux des droits de l'homme, elle a acquis un certain niveau de reconnaissance aux États-Unis en tant que principe sur lequel reposent d'autres droits.